# Escoles públiques (Ribes de Freser)
Escoles públiques és una obra del municipi de Ribes de Freser (Ripollès) inclosa en l'Inventari del Patrimoni Arquitectònic de Catalunya. Acull l'Institut Escola Vall de Ribes, conegut fins al 2021 com Institut Escola Ribes de Freser.

## Descripció
Les escoles públiques de Ribes de Freser pertanyen a la tipologia utilitzada per en Jeroni Martorell també a Sant Joan de les Abadesses. Consten de planta baixa i dos pisos al seu cos central i de planta baixa i pis en els laterals. És un edifici simètric que sofrí una modificació posterior encara que molt encertada.